# Brigata presidenziale "Atamano Bohdan Chmel'nyc'kyj"
La Brigata presidenziale autonoma "Atamano Bohdan Chmel'nyc'kyj" (in ucraino Окрема президентська бригада імені гетьмана Богдана Хмельницького?, Okrema prezydents'ka bryhada imeni het'mana Bohdana Chmel'nyc'koho, unità militare A0222) è un'unità militare speciale dell'esercito ucraino, con il compito di proteggere il Presidente dell'Ucraina in qualità di Comandante Supremo delle Forze armate, così come la sua famiglia e le residenze presidenziali.

## Storia

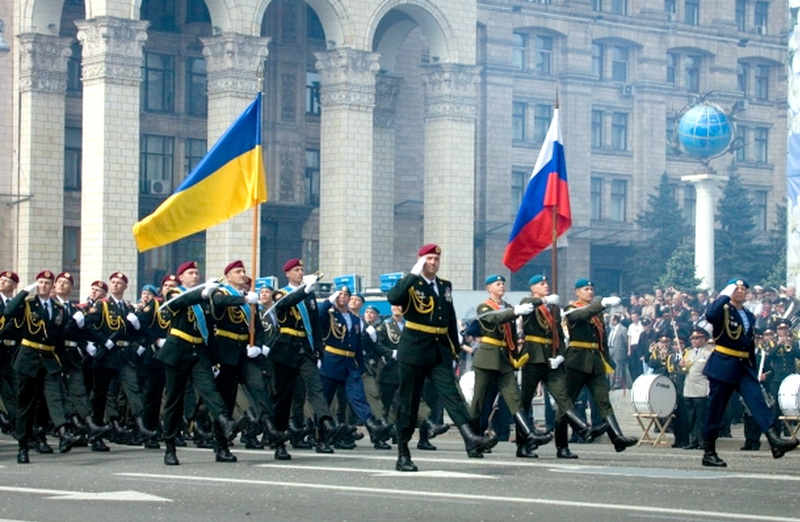
Personale del Reggimento Presidenziale in marcia con paracadutisti russi in Majdan Nezaležnosti a Kiev durante la parate per la Giornata della Vittoria del 2010.

L'unità venne inizialmente costituita come 1º Reggimento della Guardia nazionale il 2 gennaio 1992, a partire dal personale proveniente da un reggimento speciale dipendente dal Ministero degli affari esteri dell'Unione Sovietica.
Nel 1995 il reggimento venne incluso nella 24ª Brigata della Guardia nazionale, formata da 5 battaglioni. Nel 1999 l'unità venne prima intitolata alla città di Kiev e successivamente trasferita dalla Guardia nazionale alle Forze armate ucraine. Nel 2015, avendo perso due battaglioni nel frattempo trasferiti ad altre unità, la brigata venne riorganizzata come reggimento, che venne ribattezzato Reggimento autonomo del Presidente dell'Ucraina. Il 15 dicembre 2017 gli venne assegnato per decreto presidenziale il titolo onorifico "Atamano Bohdan Chmel'nyc'kyj".
Durante l'invasione russa dell'Ucraina del 2022 il reggimento è stato rinforzato da nuovi battaglioni (inizialmente due e successivamente quattro) ed è quindi tornato nuovamente ad essere una brigata; alcune delle sue unità sono state inviate a difendere la linea del fronte in Donbass, in particolare nell'area di N'ju-Jork. Nei primi mesi del 2023 la brigata è stata schierata presso Avdiïvka, dove ha respinto diversi attacchi russi, infliggendo numerose perdite e riuscendo a contrattaccare e recuperare le posizioni inizialmente perdute. Elementi della brigata sono stati impiegati più a sudest, a Krasnohorivka, respingendo nuovamente gli assalti delle forze russe.
A giugno il 3º Battaglione meccanizzato ha preso parte alla prima fase della controffensiva ucraina, operando a sud di Velyka Novosilka insieme alla 35ª Brigata fanteria di marina. A metà ottobre il 2º Battaglione meccanizzato è stato inviato ad Avdiïvka al fine di rafforzare le difese ucraine durante l'offensiva russa nell'area. Alla fine di febbraio 2024 il 23º Battaglione della brigata, supportato dal 21º della 56ª Brigata motorizzata, ha respinto un importante attacco russo a nordovest di Bachmut, in direzione di Časiv Jar, infliggendo gravi perdite alle unità nemiche. A marzo elementi della brigata si sono scontrati con il 247º Reggimento della 7ª Divisione d'assalto aereo nell'area di Verbove, venendo respinti di alcune centinaia di metri ma infliggendo perdite all'unità nemica. Ad aprile il 1º Battaglione della brigata è stato impiegato in un contrattacco nell'area di Časiv Jar per stabilizzare la situazione in seguito a una penetrazione russa a nord di Ivanivs'ke. A metà settembre il 21º Battaglione, supportato da elementi della 46ª Brigata aeromobile e della 59ª Brigata motorizzata, ha respinto un importante assalto comprendente ben 46 veicoli da combattimento proveniente da Krasnohorivka, infliggendo gravi perdite ai reparti meccanizzati russi. Il 5 maggio 2025 il presidente Volodymyr Zelens'kyj ha conferito alla brigata l'onorificenza "Per il Valore e il Coraggio".

## Struttura
- Comando di brigata[16]
- 1º Battaglione meccanizzato
- 2º Battaglione meccanizzato
- 3º Battaglione meccanizzato
- 4º Battaglione meccanizzato
- 20º Battaglione operazioni speciali (unità militare A4118)[17]
- 21º Battaglione operazioni speciali (unità militare A4219)[18]
- 22º Battaglione operazioni speciali (unità militare A4349)[19]
- 23º Battaglione operazioni speciali (unità militare A4438)[20]
  -  Compagnia "UVO"[21]
- Battaglione sistemi senza pilota "Nova"
- Gruppo d'artiglieria
  - 1º Battaglione artiglieria semovente
  - 2º Battaglione artiglieria semovente
  - Battaglione artiglieria lanciarazzi
- Battaglione artiglieria missilistica contraerei
- Compagnia ricognizione
- Compagnia cecchini

## Comandanti
- Colonnello Viktor Didenko (2000 - 2002)[22]
- Colonnello Mykola Rohovs'kyj (2002 - 2004)
- Colonnello Ihor Plachuta (2005 - 2008)[23]
- Colonnello Viktor Plachtij (2008 - 2012)[24]
- Colonnello Serhij Kljavlin (2013 - 2018)[25]
- Tenente colonnello Pavlo Hora (2018 - marzo 2020) ad interim[26]
- Colonnello Oleksandr Bakulin (marzo 2020 - febbraio 2022)[27]
- Colonnello Pavlo Hora (febbraio 2022 - dicembre 2023)[28]
- Colonnello Kostjantyn Filipov (gennaio 2024 - maggio 2025)[29]
- Colonnello Dmytro Lebid' (maggio 2025 - in carica)[30]